# تبادل زندانی

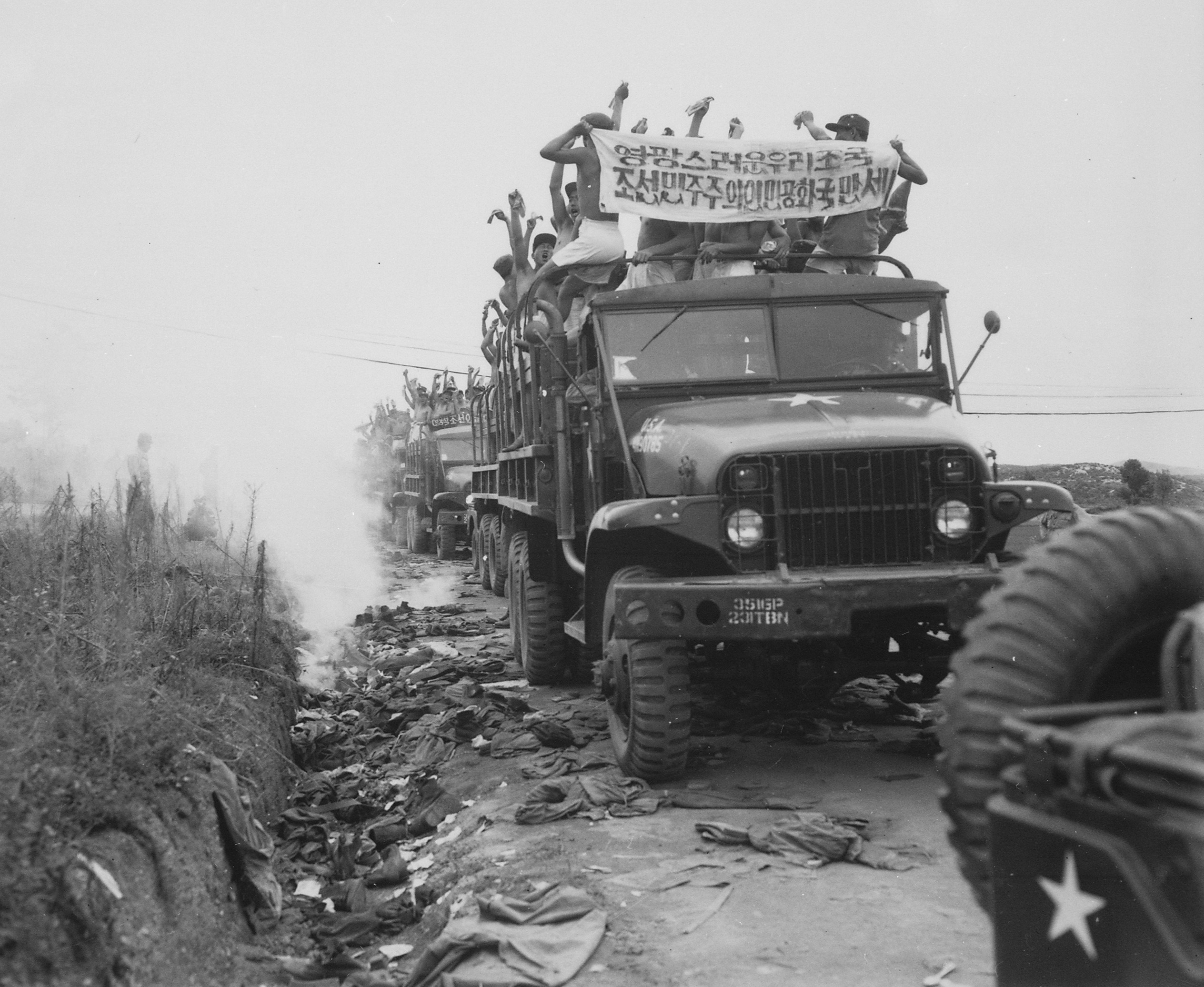
اسرای جنگی کره شمالی در طول جنگ کره توسط ایالات متحده به کره شمالی بازگردانده شدند.

تبادل زندانی (انگلیسی: Prisoner exchange) به اقدام یا معامله‌ای گفته می‌شود که طی آن، زندانی یا زندانی‌های دو کشور متخاصم، مبادله می‌شوند. این زندانیان عمدتاً جاسوس، اسیر یا گروگان هستند. گاهی اجساد مردگان هم مشمول تبادل می‌شوند. طبق کنوانسیون ژنو، زندانیانی که به دلیل مریضی یا عدم استطاعت نمی‌توانند در جنگ شرکت باشند، مستحق هستند به وطن خود بازگردانده شوند.

## مثال
- تبادل زندانی ویکتور بوت-بریتنی گراینر